# Glagga
Glagga is een bestuurslaag in het regentschap Bangkalan van de provincie Oost-Java, Indonesië. Glagga telt 3903 inwoners (volkstelling 2010).